# Sigrid Combüchen
Sigrid Combüchen Åkerman, född Combüchen 16 januari 1942 i Solingen i Tyskland, är en svensk författare och kulturjournalist som har fått flera litteraturpriser, inklusive De Nios Stora Pris, Selma Lagerlöfs litteraturpris och Augustpriset.

## Biografi
Sigrid Combüchen flyttade till Sverige vid sex års ålder. Hon växte upp i Malmö där hon studerade vid högre allmänna läroverket för flickor i Malmö. Året före studentexamen flyttade familjen till Halmstad. Hon tog studenten vid Halmstads högre allmänna läroverk 1960 och gjorde sin litterära debut samma år. Hon studerade vid Lunds universitet och är fil. kand. i statsvetenskap, modern historia och litteraturvetenskap med inriktning på film. Under 1960-talet ingick hon i redaktionen för tidskriften Konkret och under 1980-talet var hon med och grundade tidskriften Allt om Böcker, där hon ingick i redaktionen under dess första fem år.
Sigrid Combüchen var under åren 2003–2017 verksam som lärare och handledare på Författarskolan vid Lunds universitet. Hon har genom åren varit fast medarbetare i Dagens Nyheter, Svenska Dagbladet och Expressen.
Bland de uppdrag Combüchen har haft märks styrelseposter i Sveriges författarfond, Sveriges författarförbund, Vetenskapsrådet, Nordiska ministerrådets bok- och bibliotekskommitté och Malmö högskola.
Hon är sedan 1963 gift med författaren Nordal Åkerman. Makarna är bosatta i Lund.

## Författarskap
Som 18-åring publicerade Sigrid Combüchen sin debutroman, Ett rumsrent sällskap, som skildrar en tysk familj och dess relation till nazismen. I romanen I norra Europa utspelas handlingen i sago- och fantasivärlden och var på det sättet banbrytande i en tid då författare eftersträvade realism och autenticitet.  I trilogin Värme, Korta och långa kapitel och En simtur i sundet förekommer huvudpersonen Göran Sager-Larsson i olika åldrar och sammanhang. Detta har blivit föremål för en doktorsavhandling om åldrande och minne. Spill - en damroman är delvis en brevroman där den kvinnliga huvudpersonen berättar för författaren om sitt livsöde under 1930-talet och framåt. Ett fotografi som beskrivits i Korta och långa kapitel får en ny betydelsefull roll.
Sitt stora genombrott fick Sigrid Combüchen med Byron, en roman. Det är en roman med biografiska inslag, en genre som blivit vanlig sedan 1900-talets sista decennium. Författaren väljer att beskriva lord Byron genom fem fiktiva personers ögon vilket åskådliggör svårigheten att skriva en "sann" biografi. Hon inkluderar också ett ögonvittnes berättelse om en resa i Byrons sällskap. Romanen fick mycket god kritik, även i lord Byrons hemland England, och den är översatt till flera språk.
Sigrid Combüchen har skrivit ytterligare två biografiska romaner: Livsklättraren, om Knut Hamsun, norsk författare och Nobelpristagare, och Den umbärliga, om Ida Bäckman, författare och reporter som hade långvarig relation till poeten Gustaf Fröding. Även i dessa romaner låter hon olika berättelser om huvudpersonerna stå mot varandra.
Parsifal associerar till myten om kung Artur och är en framtidsvision där en journalist får i uppdrag att skriva en generals memoarer. Att läsa bibeln för andra gången är en föreläsning utgiven som en årsskrift i Tegnérsamfundet. Om en dag man vaknar är en essäsamling.
Sidonie & Natalie skildrar två kvinnor med helt olika bakgrund som sammanförs under flykten från andra världskrigets Tyskland  och deras första tid i Sverige 1944–1945. Författaren gör därefter ett nedslag i historien 60 år senare. Enligt efterordet har författaren inspirerats av berättelser från kriget som hon fick höra under sin barndom.

## Priser och utmärkelser
- 1980 – Aftonbladets litteraturpris
- 1989 – Litteraturfrämjandets stora romanpris
- 1989 – Esselte-priset
- 1991 – Doblougska priset
- 1992 – Svenska Dagbladets litteraturpris
- 1993 – Tegnérpriset
- 1999 – De Nios Stora Pris
- 1999 – Einar Hansen-Priset
- 2003 – Gleerups skönlitterära pris
- 2004 – Stiftelsen Selma Lagerlöfs litteraturpris
- 2006 – Sydsvenska Dagbladets kulturpris
- 2007 – Gerard Bonniers essäpris
- 2007 – hedersdoktor vid Lunds universitet[17]
- 2010 – Augustpriset för Spill – en damroman
- 2010 – Einar Hansen-priset
- 2011 – Delblancpriset
- 2011 – Signe Ekblad-Eldhs pris
- 2015 - Dalslands sparbanks litteraturpris
- 2017 - Albert Bonniers Stipendiefond för svenska författare[18]

## Bibliografi

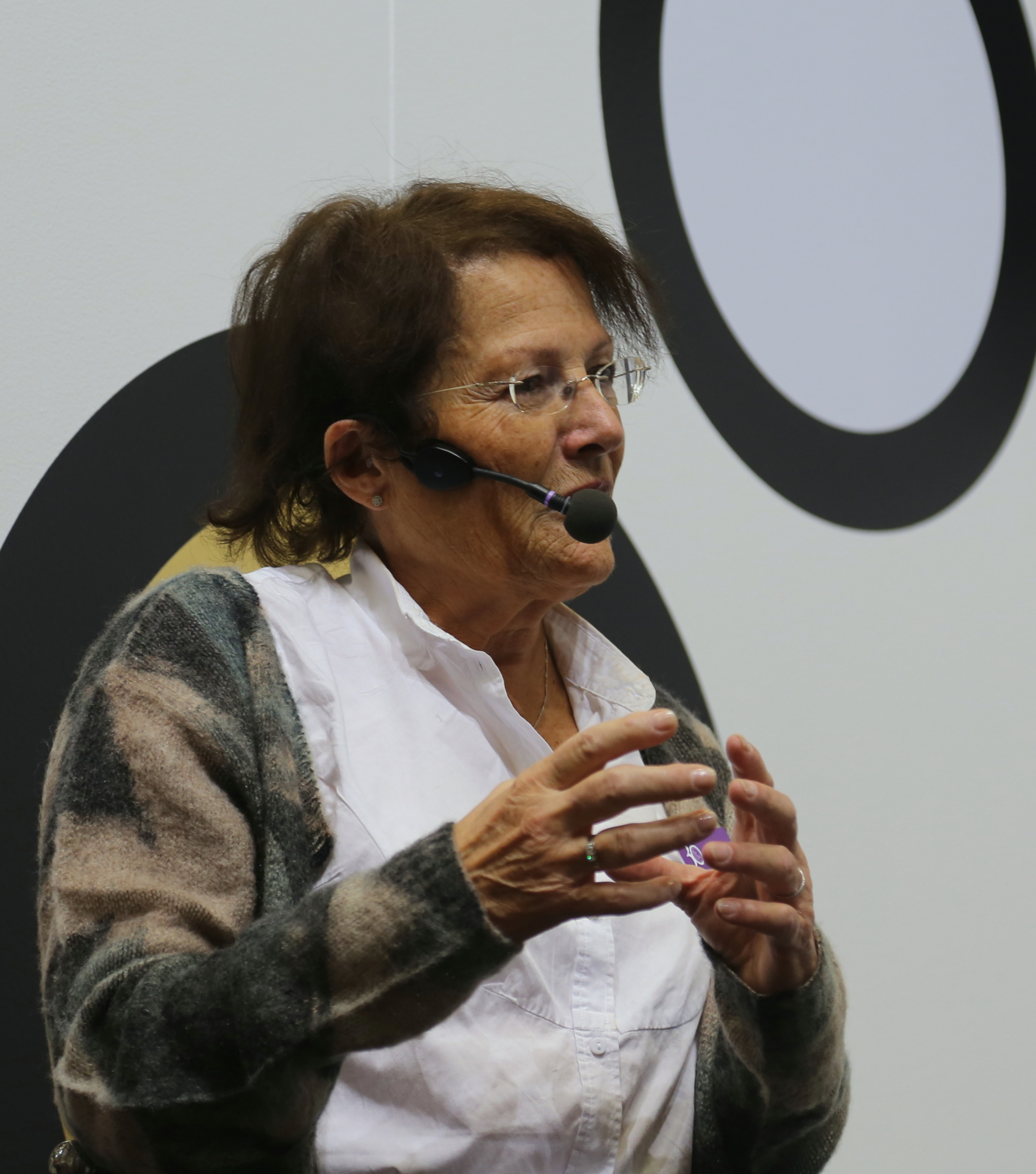
Sigrid Combüchen presenterar Den umbärliga på Bokmässan i Göteborg 2014.